# Xã Ashton, Quận Lee, Illinois
Xã Ashton (tiếng Anh: Ashton Township) là một xã thuộc quận Lee, tiểu bang Illinois, Hoa Kỳ. Năm 2010, dân số của xã này là 1.185 người.